# منصور بن یزید
منصور بن یزید (عربی: منصور بن یزید بن منصور الحمیری الرعینی) فرمانروای مصر، فرماندار خراسان و حاکم یمن در دوران خلافت عباسی بود.